# Christian Reimpell
Paul Friedrich Christian Reimpell (* 23. Oktober 1858 in Lübeck; † 5. Februar 1926 ebenda) war Hauptpastor am Lübecker Dom.

## Leben

### Herkunft
Wie viele evangelische Geistliche jener Zeit entstammte Reimpell als zweiter von drei Söhnen mit drei Schwestern einem Lehrerhause. Er war der Sohn von Heinrich Ehregott Reimpell (* 1812; † 12. Juli 1896 in Lübeck) und Maria Dorothea Wilhelmine. Am Katharineum und dem Lehrerseminar ausgebildet, wurde er am 25. September 1839 zum zweiten und Michaelis 1863 zum ersten Lehrer an der Dom-Knaben-Schule ernannt. Als die Schule einging trat er zu Ostern 1872 in den Ruhestand. Nachdem er bereits als Schüler in der Bibliothek freiwillige Hilfsarbeiten geleistet hatte, wurde er dort am 2. März 1837 als Bibliotheksgehülfe eingestellt und wurde auf sein Ansuchen hier zum 1. Oktober 1893 in den Ruhestand versetzt. Bereits am 26. Januar 1892 schied er als deren Vorsteher aus und Paul Lütge war zu seinem Nachfolger bestimmt worden. Sechs Jahre nach seinem Ausscheiden sprach ihm die Ober-Schulbehörde für seine 56-jährige Tätigkeit in der Stellung ihre Anerkennung aus.
Bereits sein älterer Bruder, Johannes Christian (* 29. Oktober 1848; † 9. August 1914), studierte die Theologie und gehörte zu den Gründern der Nordalbingia. Nach bestandenem Examen und gehaltener Probepredigt wurden er und Theodor Zietz zum 1. Juli 1872 als Kandidaten im E. Ehr. Min. aufgenommen. Bereits seit Beginn des neuen Schuljahrs war er als Hilfslehrer am Katharineum tätig.
Am 4. Januar 1874 begannen die Wahlpredigten für die vakante Pfarrstelle in dem zum Lübecker Landgebiet gehörenden Dorf Nusse. Oberlehrer Satori hatte verzichtet und die Kandidaten Reimpell und Tischler sich nicht gemeldet. Nach Carl J. Amann und Mertens predigte am 18. Heinrich Lindenberg, gefolgt von Theodor Zietz und Holm. Die Wahlpredigten für die erledigte Pfarre in Behlendorf hielten am 4. Oktober 1876 in der Marienkirche die Kandidaten Reimpell und am darauffolgenden Samstag Fischer. Nachdem der schlutuper Pastor am 30. September 1877 als Folge seiner Versetzung in den Ruhestand seine dortige Abschiedspredigt gehalten hatte, hielt unter Anderen Kandidat Reimpell eine Wahlpredigt für dessen Nachfolge. Auch in die Wahlpredigt in Genin war erfolglos. Statt Reimpell wurde dort Pastor Fuchs aus Steinhude zu Wunstorf erwählt. Im März des Jahres wurde er, inzwischen Inhaber einer Privatschule in Nusse, zum Pastor der Patronatspfarre St.-Abundus-Kirche in Lassahn am Schaalsee ernannt.
Reimpell schrieb zur theologischen Diskussion der Sonntagsruhe, Sonntagsheilung und das Verbot der Sonntagsarbeit den in der Monatsschrift der Inneren Mission 1883 erschienenen Aufsatz Biblische Begründung des Sonntags. Hierin versuchte er darzulegen, dass die Auffassung nicht durch ein göttliches Gebot zu begründen, sondern Forderung biblisch zu belegen sei. Der 1878 dort erschienene Aufsatz des Treptower Gymnasiallehrers Erich Haupt Der Sonntag und die Bibel war für ihn als Ansatz nur eine Negativfolie einer anthropologischen Argumentation.
Durch den Abgang des Pastoren v. Tilling als zweiter Pastor in Travemünde hat der Kirchenvorstand den Kandidaten Hermann Gädecke, den Vikar von St. Jakobi Paul Lütge und ihn aus Lauenburg auf den Wahlaufsatz für die St. Lorenz gebracht. Unter den für die Wahl eines Hauptpastors an der Stadtkirche in Heiligenhafen zur Wahl Stehenden standen mit ihm und Franz Hermberg, Suppleant der St.-Anschar-Kirche, aus Münsterdorf, zwei Lübecker.
Im Juli 1894 berief das schleswig-holsteinische Konsistorium Reimpell zum 2. Pastor an die Peter-Paul-Kirche in Oldesloe.

### Laufbahn
Wie seine Brüder besuchte er zunächst die Domschule. Diese Schule trug ihren Namen nicht nur wegen ihrer Lage in der Nähe zur Domkirche, sondern die alte Kirchspielschule war schon die der Domgemeinde gewesen. Bereits in den 1860ern, lange vor dem 1887 erfolgtem Erlass des Unterrichtsgesetzes und der damit durchgeführten Reorganisation des „Lübecker Volksschulwesens“, erwuchs die lebenslängliche Anhänglichkeit zum Dom und seiner Gemeinde. Zu Ostern 1870 wurde er in die Quinta des Katharineums aufgenommen und sollte von der Quarta bis zur Prima fast immer der Erste seiner Klasse sein. Bereits in den unteren Klassen stand für ihn fest, dass er sich dem Studium der Theologie widmen werde.
Nach dem Ostern 1879 bestandenem Abiturexamen bezog er gemeinsam mit dem späteren lübeckischen Senior Johannes Evers die Universität Erlangen. Sie verließen zu ihrer zweitägigen Anreise am 27. März 1879 den lübeckischen Bahnhof und übernachteten in Eisenach auf der Wartburg.
Während der ersten beiden Semester genügten sie als Einjährig-Freiwillige Ihrer Militärdienstpflicht und wurden in den darauffolgenden drei Semestern von dem Dogmatiker Franz Hermann Reinhold Frank und dem Neutestamentler Theodor Zahn geprägt. Im Herbst 1881 ging Reimpell an die Universität Leipzig zu dem theologischen Dreigestirn Christoph Ernst Luthardt, Franz Delitzsch und Karl Friedrich August Kahnis das am akademischen Himmel der Theologen leuchtete. Als Verbindungsbruder Ernst Troeltschs und Wilhelm Boussets in der einst von seinem Bruder mit gegründeten Verbindung wurde er Philister. Zusammen mit seinem Freund, Eduard Harder, bestand er kurz nach Ostern 1883 vor der Prüfungskommission des Geistlichen Ministeriums in Lübeck das (damals einzige) Theologische Amtsexamen. Als Predigtamtskandidat war er nun, wie es damals Sitte war, um seinen Lebensunterhalt zu verdienen, als Lehrkraft tätig. Als solche unterrichtete er an der Mädchenschule von Fräulein Amalie Dethloff die später in die Leitung von Ina Freese überging. Noch als junger Pastor sollte er hier noch einige Jahre neben seinem Kirchlichem Amt unterrichten.

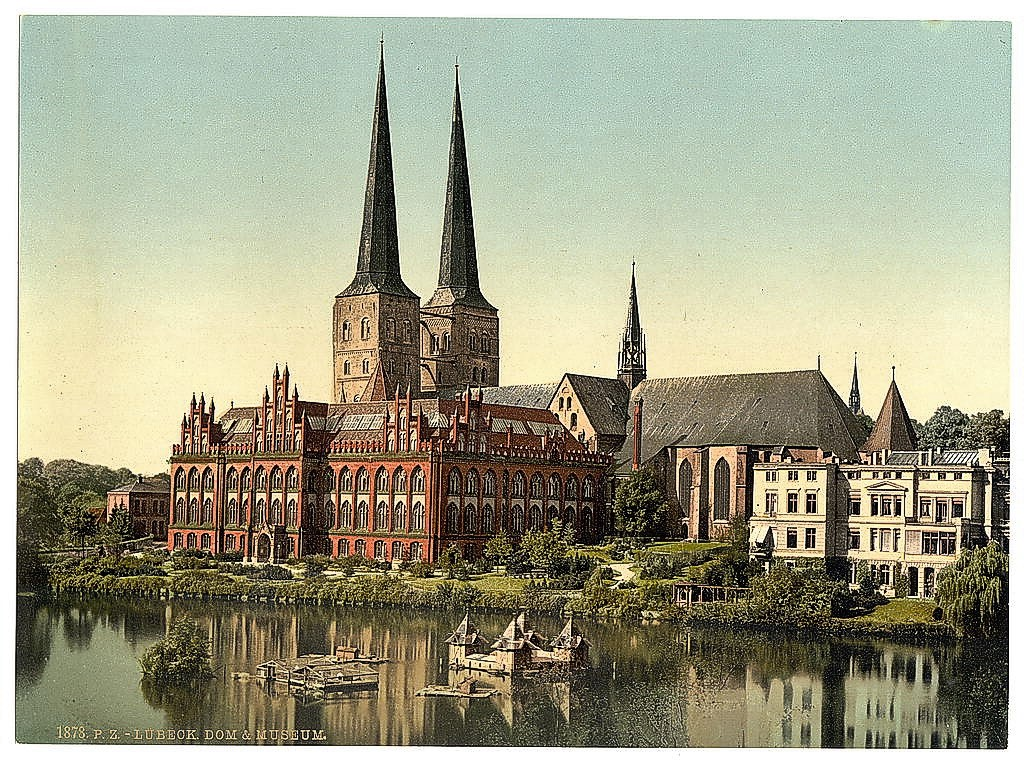
Lübeckischer Dom

Neben dem feinsinnigen Hauptpastor Eginhard Petersen war damals in der Domgemeinde als Archidiakonus Pastor Friedrich Luger tätig. Dieser, ein zeitlebens kranker Mann, hatte die undankbare Aufgabe, nur in Frühgottesdiensten oder am Nachmittag predigen zu dürfen. Das unumstrittene Recht für die Hauptgottesdienste hatten die Hauptpastoren. Luger hatte aber als Frühprediger eine kleine anhängliche Zuhörerschaft, zu der Reimpells Vater, einer der treusten Kirchgänger der Gemeinde, zählte. Luger hatte dessen sämtlichen Kinder eingesegnet, die theologische Entwicklung Christians verfolgt und sich ihn als Nachfolger im Amt gewünscht. Am 20. April 1884 hielt Reimpell, jedoch erfolglos, seine Wahlpredigt für den emeritierten Peter Hermann Münzenberger in der Marienkirche. Im Sommer war seine Wahlpredigt für den in den Ruhestand tretenden Pastor Luger erfolgreicher und er wurde zum 1. Oktober 1884 als Pastor am Dom erwählt. Johann Carl Lindenberg, Senior des Geistlichen Ministeriums in Lübeck, nahm am 5. Oktober die Ordination des neu erwählten Pastors vor. Bald darauf bezog er das bis dahin von Luger bewohnte Pfarrhaus in der Effengrube 2.
Zu dieser Zeit kannte man noch keine örtlich abgegrenzten Seelsorgebezirke und somit hatte Reimpell ganzen Gemeinde zu dienen. Die Taufen wechselten im Wochenrhythmus zwischen den beiden jüngeren Pastoren ab. Mit seinem Amtsantritt übernahm er als jüngster Pastor der Gemeinde auch die Seelsorge im Allgemeinen Krankenhaus an der Südseite des Domes.
Anfang 1888 wurde die Leitung des kürzlich konstituierten Lübecker Bezirksvereines des 1883 in Kassel gegründeten Deutschen Vereins gegen den Missbrauch geistiger Getränke bestimmt. Den Vorsitz übernahm Heinrich Alphons Plessing, den Vorstand bildeten Ludwig Trummer, Physikus Carl Türk, Theodor Eschenburg, Nicolaus Joachim Bernhard Jürss und Reimpell.
Im Vorstand des lübeckischen Hauptvereines der Gustav-Adolf-Stiftung übernahmen 1889 wieder Johannes Becker den Vorsitz, Reimpell die Stellvertretung des Vorsitzenden, Kaufmann Carl Hinrich Buck die Kassenführung und Hauptlehrer Rudolph Groth die Schriftführung.

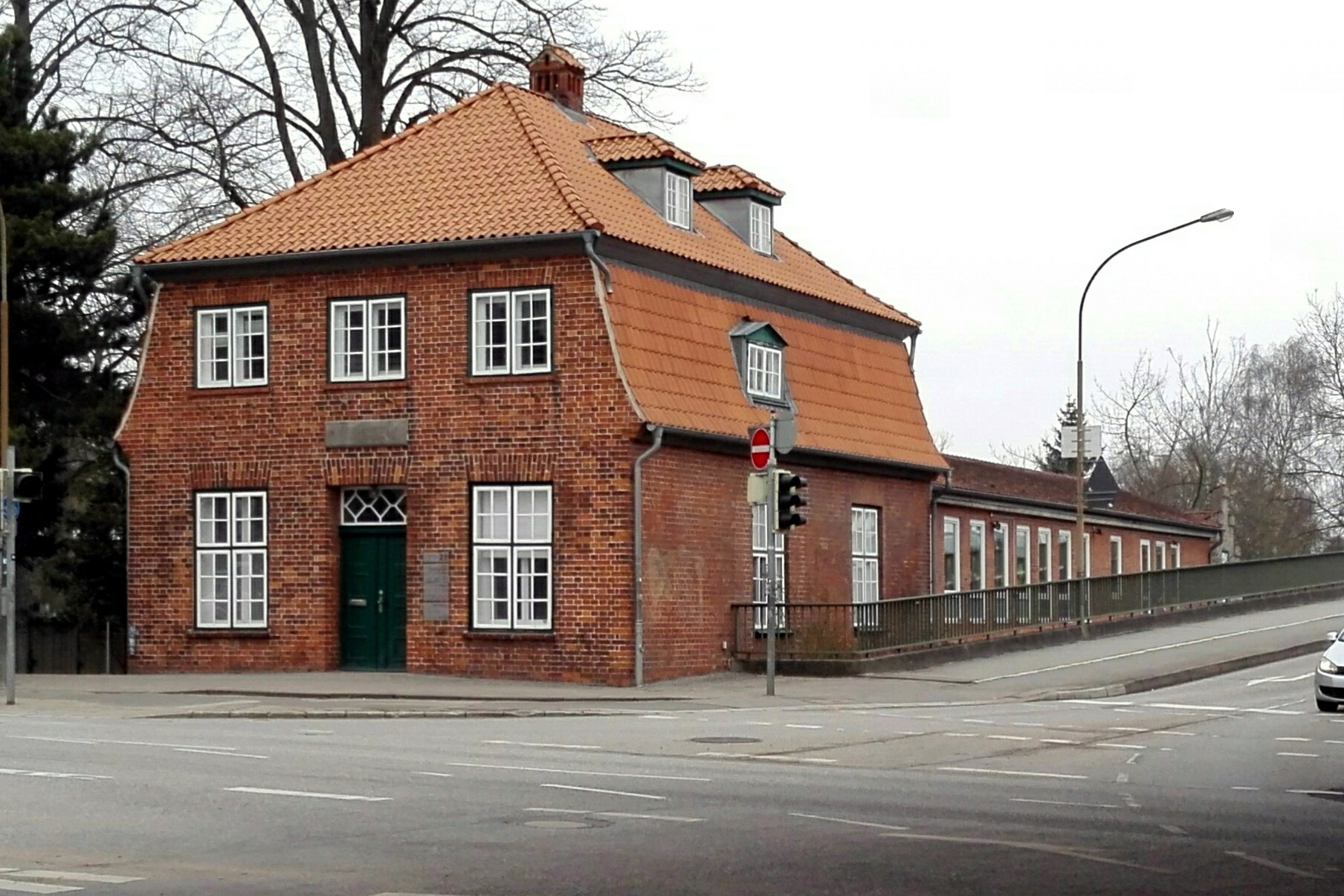
Ehem. V. Kleinkinder-Schule

Auf der Versammlung der Gesellschaft zur Beförderung gemeinnütziger Tätigkeit am 17. März 1891 wurden die Mitglieder des bisherigen engeren Ausschusses zur Gründung der Schule, zu denen auch Reimpell gehörte, zu deren Vorstehern berufen. Nach dem Bericht der „Fünften Kleinkinderschule“ im Hause der St. Jürgen-Stiftung, Ratzeburger Allee 23, trat in dem Jahr auch Frau Reimpell dem Vorstand bei. An Stelle des aus dem Vorstand scheidenden Reimpells wurde 1896 der Pastor der Aegidienkirche, Paul Lütge, gewählt. Im Jahr darauf schied, auf eigenen Wunsch, Frau Reimpell aus dem Vorstand. An Stelle des 1903 turnusmäßig von den Vorstehern ausscheidenden Lütge wurde von der Gesellschaft Reimpell gewählt. Auf der Versammlung des 23. Februars 1909 wurde der Hauptpastor wieder zum Vorsteher der Schule gewählt. Mit der Genehmigung der Gesellschaft wurde auf der Versammlung am 14. Dezember 1915 der ausscheidende Reimpell außerplanmäßig wieder zum Vorstand der Schule gewählt.
Dem Weiblichen Armenverein des „Vereins zur Krankenpflege durch evangelische Diakonissen“ vor dem Mühlentor wurde für die Mitwirkung bei der Errichtung des dritten Heims das Recht eingeräumt, zwei stimmberechtigte Vertreter, Reimpell und Mathilde Lindenberg, in den Vereinsvorstand zu entsenden. Im gleichen Jahr wurden zur Abnahme von Beitragsanmeldungen oder einmaligen Gaben für den Verein die Herren Reimpell und Paul Ewald Hasse gewählt.
Im Evangelischen Vereinshaus, Fischstraße 17, hielt Reimpell am 18. Oktober 1897 den ersten der von da an monatlich gehaltenen Missionsvorträge.
Nach dem Erlass der Kirchengemeindeordnung vom 8. Dezember 1897 und der Einrichtung von Seelsorgebezirken im September 1898 trat ein bedeutungsvoller Umschwung ein. Die Domgemeinde wurde der Anzahl ihrer Geistlichen entsprechend in drei Seelsorgebezirke eingeteilt und Reimpell übernahm den sogenannten äußeren Bezirk. Schon bald machte sich erschwerend bemerkbar, dass sein Pfarrhaus zu fern von seinem Bezirk lag. Das Krankenhaus hatte zudem dem Bau des Museums am Dom weichen müssen und war vor das Mühlentor verlegt worden. Der Gemeindevorstand trug dem Rechnung und kaufte 1902 ein im Rohbau fast fertig gestelltes Haus am St.-Jürgen-Ring (heute Teil der B 75) inmitten des Bezirkes an, gestaltete es durch den Anbau eines Konfirmandensaales zu einem Pfarrhaus, St. Jürgen-Ring 8, um und 1903 sollte es von Reimpell bezogen werden.

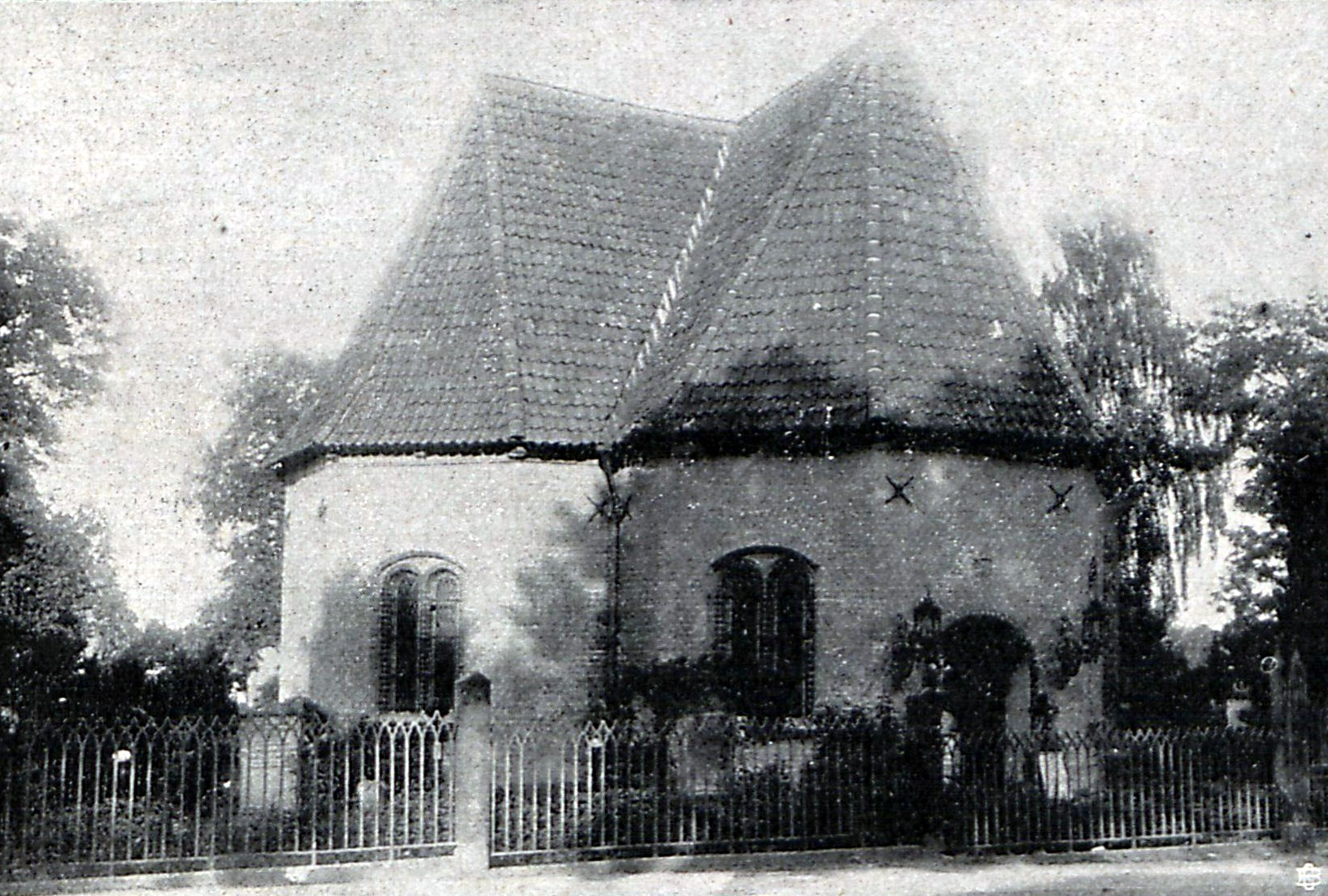
St. Jürgen-Kapelle
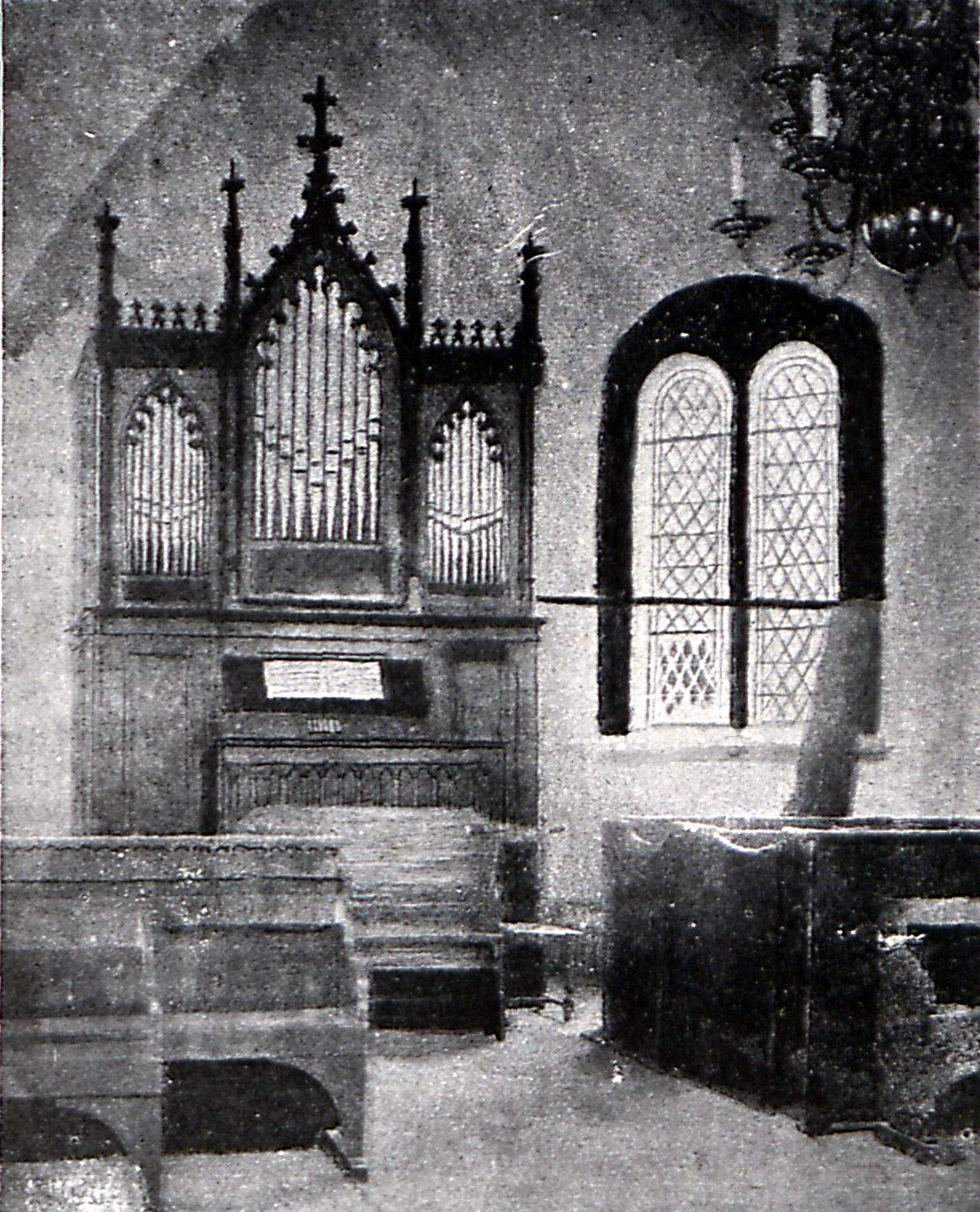
Orgel
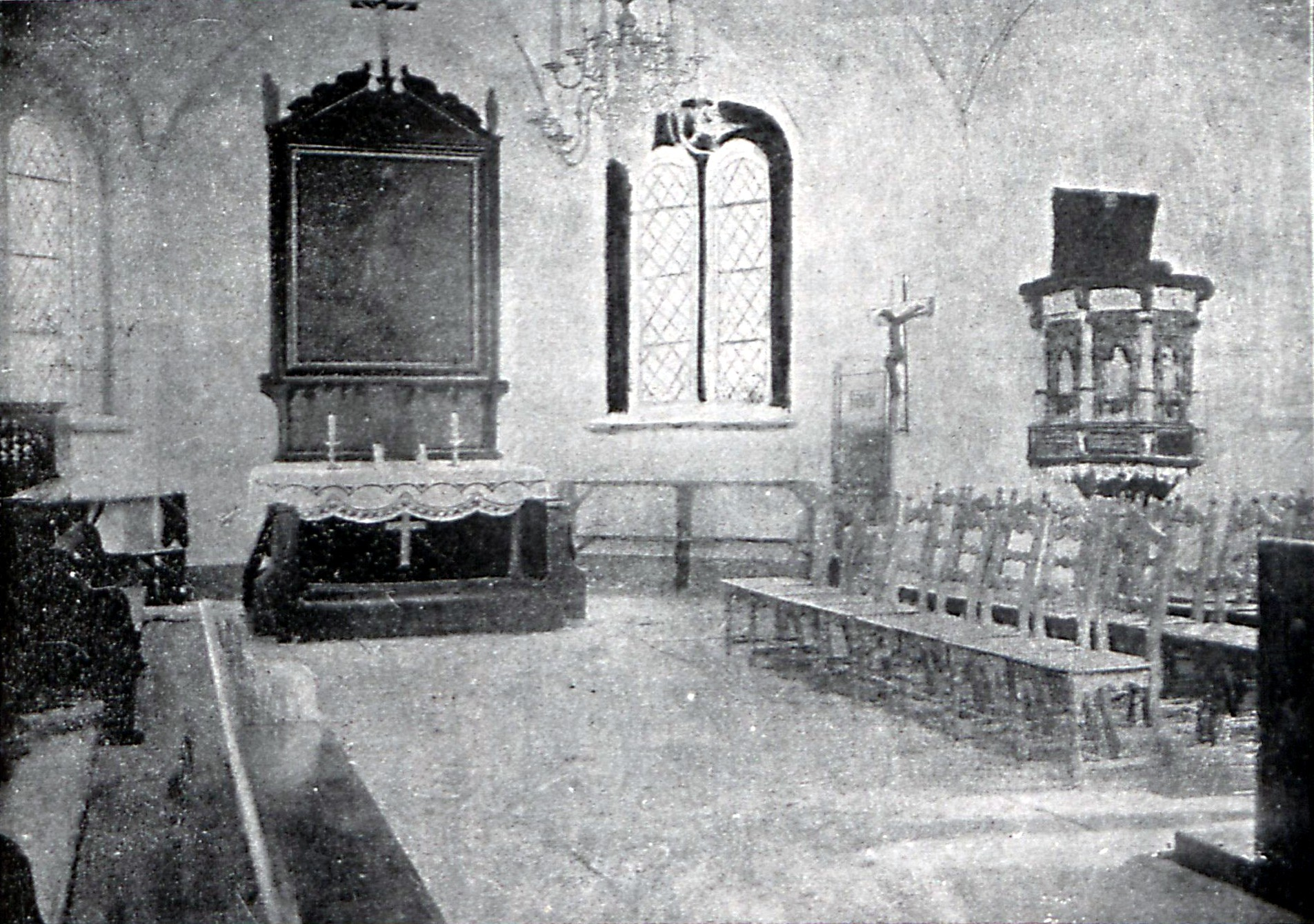
Altar und Kanzel

Der Senat erwählte Reimpell zu Beginn des Jahres 1900 als Bürgerlichen Deputierten des Gemeindewaisenrates (Waisenrat).

Adlershorst

Reimpells besondere Vorliebe galt zum einen dem Kindergottesdienst und zum anderen den von ihm eingerichteten Gemeindeabende in Adlershorst. Zu jenen fanden sich schon lange vor dem Ersten Weltkrieg regelmäßig hunderte von Gemeindemitgliedern ein. Die zahlreichen Helferinnen des Kindergottesdienstes waren seine Frau und stammten von den Gemeindeabenden. Die zuvor verhältnismäßig viel seltener genutzte St.-Jürgen-Kapelle sollte unter ihm wieder eine beliebte Predigtstätte der Domgemeinde werden.
Neben den Gemeindeabenden veranstaltete er in den Wintern einmal wöchentlich im Konfirmandensaal stattfindende Tage, wo sich zahlreiche Gemeindemitglieder um ihn sammelten. Durch anschauliche Vorträge aus den verschiedensten Gebieten bot er ihnen geistige Anregung, Förderung und Erbauung.
Im August 1908 ist Reimpell an Stelle des am 1. August als Hauptpastor am Dom in den Ruhestand getretenen Petersen zu dessen Nachfolger gewählt worden.

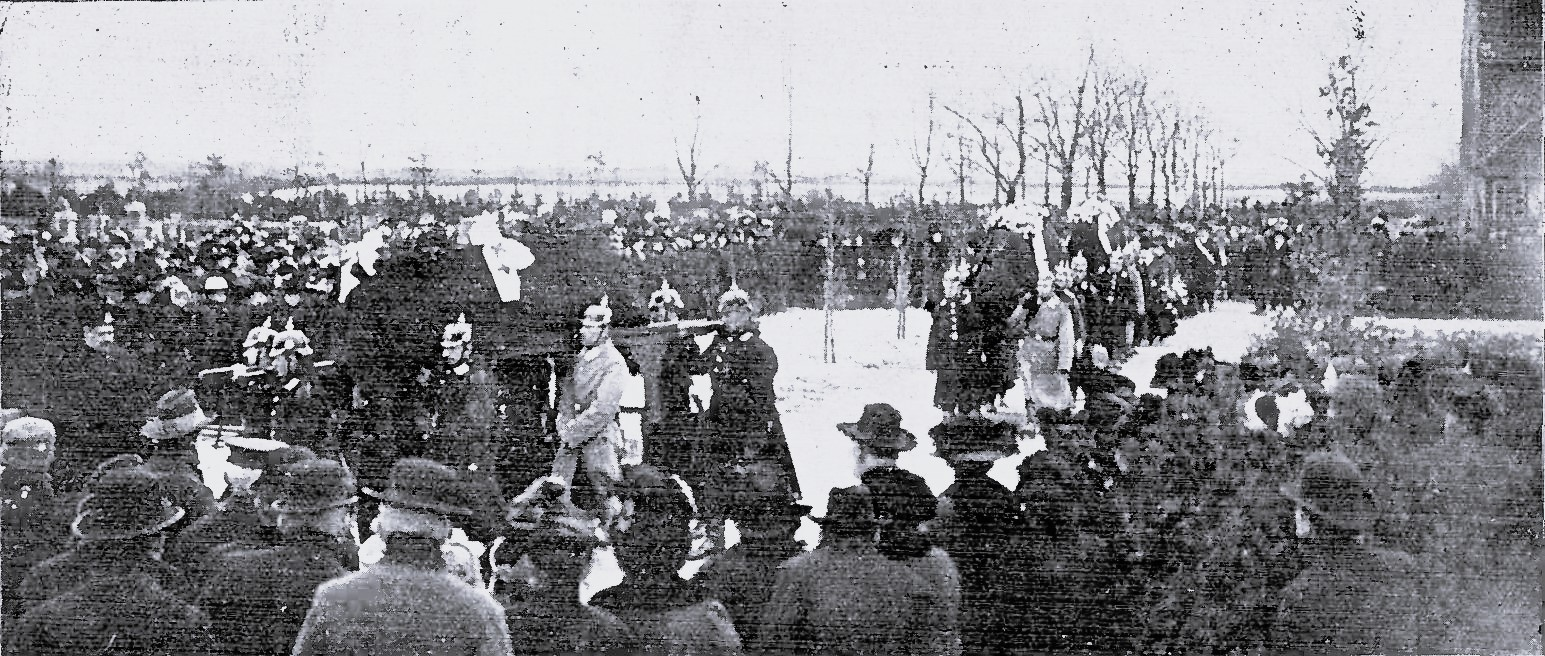
Soldaten die aus der Hauptkapelle kommenden Särge

Die Kriegsintendantur des IX. Armee-Korps aus Altona errichtete zu Beginn des Krieges ein als Barackenlazarett bezeichnetes Militärkrankenhaus, das das deutschlandweit größte Krankenhaus in diesem Krieg wurde, auf dem Burgfelde. Für die dort Verstorbenen hatte die Friedhofsbehörde den schönsten Platz hinter der Hauptkapelle des Vorwerker Friedhofs, für den der Friedhofsinspektor August Langenbuch verantwortlich war, provisorisch, da die Errichtung eines Hains geplant war, zur Verfügung gestellt. Die ersten Beisetzungen fanden in schmucklosen Umständen statt. So befanden bereits acht deutsche in den Gräben auf der einen Seite und sechs, je drei russische und französische, Tote dort, als sich dies am 23. November 1914 mit großer Anteilnahme der lübeckischen Bevölkerung änderte. Soldaten trugen die drei Särge gefolgt von dem eine umflorte Fahne tragendem Marineverein aus der wie eine alte Vicelinkirche wirkenden Leichenhalle in die 1909 fertiggestellte Hauptkapelle. Der zweite Pastor der Garnisonskirche war der Militärgeistliche Carl Aereboe. Dieser war für die Lebenden, wie bei der Vereidigung neuer Rekruten, zugegen, der Hauptpastor dagegen sprach bei Trauergottesdiensten an den Särgen der Soldaten. Beim Hinaustragen aus der Kapelle spielte die Schutzmannkapelle Trauerweisen und die vom heimischen Regiment gestellte Ehrenbegleitung präsentierte. Als die Särge in die ausgemauerte Gruft gelassen wurden, betete Reimpell, Trauerweisen erklangen und nach deren Verstummen wurden drei Ehrensalven über der Gruft abgegeben.
Kontakte zwischen der Landeskirche und der jüdischen Gemeinde waren selten. Auf einer dieser Begebenheiten waren Hauptpastor Reimpell und Senior Evers im März 1919 als deren Vertreter auf der Beerdigung des langjährigen Rabbiners Salomon Carlebach erschienen.
Fünf der zehn Kinder und 13 ihrer Enkel lebten noch, als seine Schwiegermutter, Minna Rüdiger, am 27. Februar 1920 verstarb. Den Trauergottesdienst führte Reimpell am Nachmittag des 3. März in „seiner“ Kapelle. Sein Schwager Hans Rüdiger, Hauptpastor an St. Laurentius in Schönberg (Mecklenburg), hielt die Trauerrede. Diese schloss er mit den für seine Mutter das Lebensmotto bildenden Worten aus 1 Joh 5,4 : Unser Glaube ist der Sieg, der die Welt überwunden hat.
Das 1923 gefeierte 750-jährige Domjubiläum durchlebte Reimpell noch in voller Frische. Den Mittelpunkt der Feierlichkeiten bildete am 24. Juni seine die Bedeutung des Tages würdigende Festpredigt, gefolgt von der eigentlichen Festrede des Pastors Balcke.
Bald darauf stellten sich die ersten Anzeichen einer schweren Erkrankung ein. Kurz vor der Vollendung seines 40. Amtsjahres nötigte ihn diese sein Amt aufzugeben. Der Vorstand der Domgemeinde versetzte ihn zum 15. April 1925 in den Ruhestand und ernannte den 2. Pastor Herrmann Balcke auf Grund des Artikels 36 der Kirchenverfassung am 15. Dezember 1924 zum Hauptpastor der sein neues Amt mit Ablauf des 15. Aprils antreten wird.
Den Festgottesdienst zur Weihung des Ehrenmals, nach einem Entwurf von Asmus Jessen trugen rote Tontafeln die über 800 Namen der Gefallenen in schwarz, der Domgemeinde am Totensonntag, 23. November 1924, ist schon nicht mehr von ihm gehalten worden. Die Predigt hielt der 2. Pastor Balcke und Wilhelm Stahl begleitete die Veranstaltung an der Orgel. Am Eingang des Chorumganges, in dem sich die Tafeln befanden, erwartete Pastor Franz Linde im Anschluss an die Predigt die Gemeinde. Nach dessen Enthüllung übergab er es dem Kirchenvorstand in Person von Hermann Julius Hartwig, worauf der Chor der Oberrealschule zum Dom sang. Im Anschluss segnete Pastor Linde das Ehrenmal.
Am 10. Februar 1926 fand um 10 Uhr morgens im Dom sein Trauergottesdienst statt.

### Alttestamentarische Forschung
Neben der praktischen Tätigkeit blieb er auch weiterhin der wissenschaftlichen Forschung, wo er auf dem Gebiet der alttestamentarischen Forschung zu Hause war, verbunden. Wie er dort während seiner Studienjahre besonders von Delitzsch angeregt worden war, nahm er an den Fortschritten der alttestamentarischen Forschungen regen Anteil. Zu einer Zeit, in der die Arbeiten Julius Wellhausens noch vielfach von einem Teil der Gelehrtenwelt abgelehnt worden waren, erkannte Reimpell bereits ihre weittragende Bedeutung und bemühte sich stetig auf dem Laufenden zu bleiben, indem er morgens, bevor die Tagearbeit begann, Stunden über den Büchern saß. Wenn im Kreis seiner Amtsbrüder ein Problem der hebräischen oder überhaupt orientalischen Literaturgeschichte auftauchte, pflegte man zu sagen „Wir wollen nur Reimpell fragen, der wird es schon wissen.“

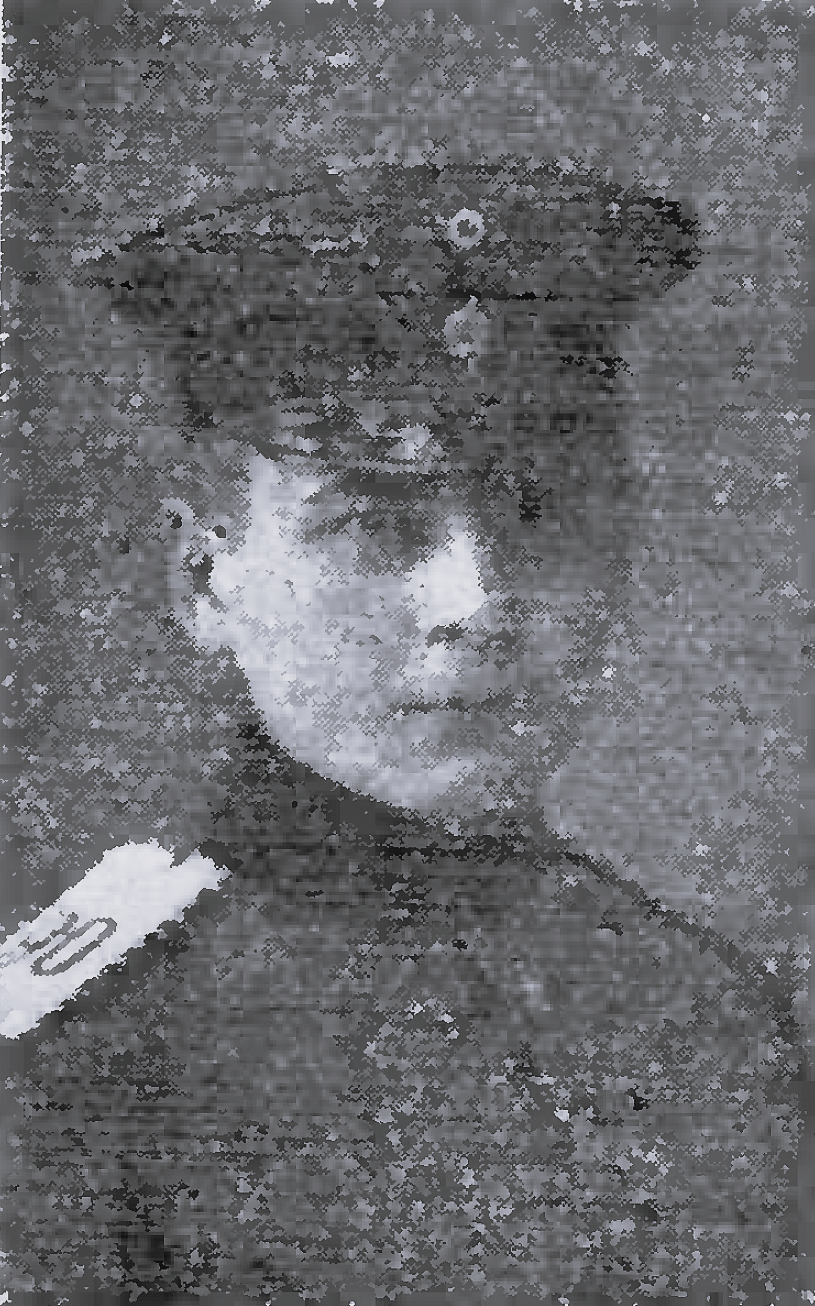

Auch bei seinem Sohn Walter stieß die Geschichts- und Altertumswissenschaft, hierbei speziell die Geschichte und Kunst der altorientalischen Völker, schon früh auf fruchtbaren Boden und so wurde er ein regelmäßiger Besucher des nahegelegenen Museums. 1904 ging er an die Marburger Universität und begann dort neben dem theologischen unter der Leitung Peter Jensens das Studium der assyrischen Sprache. Dieses setzte er unter Fritz Hommel in München fort und vertiefte sich daneben in die Kunstschätze. In Berlin beeindruckten ihn die Theologievorlesungen von Adolf von Harnack und Julius Kaftan. Bei Vorlesungen von Eduard Meyer und Delitzsch setzte er seine historischen und assyriologischen Studien fort. In Göttingen, wo ihn Max Lehmann beeindruckte und er sich unter Wellhausens Leitung eingehend mit der Arabischen Sprache beschäftigte, beendete er vorläufig mit einer Arbeit über Immanuel Kant und durch Ablegen der Oberlehrerprüfung sein Studium. Ab Michaelis 1908 genügte er als Einjährig-Freiwilliger seiner Militärdienstpflicht in der Infanterie der Preußischen Armee des Großherzoglich Mecklenburgischen Füsilier-Regiments „Kaiser Wilhelm“ Nr. 90 in Rostock. Danach kam er zur Bearbeitung arabischer Handschriften des alten Testaments zurück nach Göttingen. Ein wissenschaftlicher Auftrag brachte in jener Zeit vier Wochen nach Paris und veranlasste ihn Ostern 1911 zu einer Reise nach Mailand, Florenz Rom und Venedig. Zu Ostern 1912 ging er wieder nach Berlin um sich dem Studium der assyrisch-babylonischen Sprache, Geschichte, Religion und Kunst zu widmen. Michaelis des Jahres wurde er wissenschaftlicher Hilfsarbeiter an der Vorderasiatischen Abteilung der Königlichen Museen und setzte seine historischen und sprachlichen Studien unter Delitzsch und Meyer fort. Wissenschaftliche Reisen führten ihn nach London und für mehrere Wochen nach Konstantinopel. Seine Arbeit über das Ergebnis seiner Studien auf dem Gebiet der assyrischen Kunstarchäologie vollendete er kurz vor Ausbruch des Krieges. Bei der Mobilmachung kam er als Vizefeldwebel und Offiziersstellvertreter zu seinem Regiment nach Westen und nahm am Einmarsch nach Brüssel teil. Im September mit dem Eisernen Kreuz ausgezeichnet und zum Leutnant der Reserve befördert wurde er Ende Oktober zu einem anderen Regiment nach Osten versetzt. Bei einem Angriff auf einen russischen Schützengraben wurde er am 11. Dezember 1914 zuerst in den Arm und dann von drei weiteren Gewehrkugeln getroffen. Eduard Meyer gab sein nachgelassenes Werk über die Geschichte der babylonischen und assyrischen Kleidung mit einem anerkennenden Vorwort 1921 heraus.
Im Haus der Gemeinnützigen hielt Reimpell mit den Vorträgen „Kampf zwischen Judentum und Griechentum im Alten Testament.“ am 13. Februar 1912, „Hiob, ein Kampf um Gott und das Eigentliche.“ am 11. Februar 1913, „Aus der altisraelitischen Dichtung.“ am 10. Februar 1914, „“ am 7. Dezember 1915, „Mithras und Christus, ein Kampf um die Weltherrschaft.“ am 29. Februar 1916, „Palästina vor 3000 Jahren.“ am 13. März 1917, „Die Reformation des Königs Josia und ihre Bedeutung für die Religionsgeschichte.“ am 26. Februar 1918 sowie „Paulus und das religiöse Leben in der griechisch-römischen Welt seiner Zeit.“ am 3. Dezember 1918 im Winter über die religiöse Vorstellungswelt und die religiösen Gestalten des Alten Testaments.

### Familie
Im Frühjahr 1885 heiratete Reimpell Magdalena, eine Tochter des Pastors Rüdiger zu Hinrichshagen in Mecklenburg-Strelitz. Ihre Mutter Minna, eine geborene Waack, war eine bekannte aus Lübeck stammende Schriftstellerin.

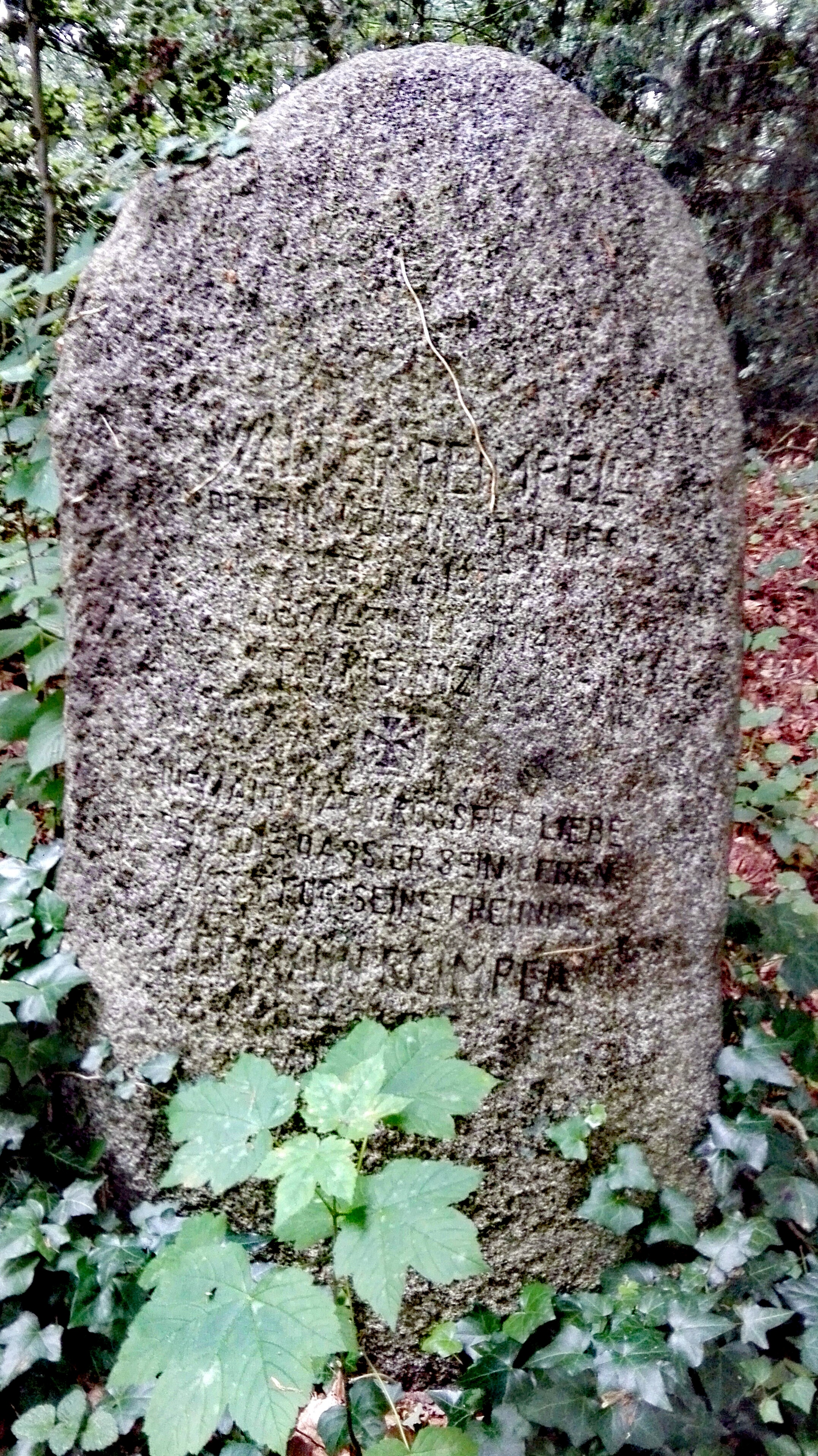

Magdalena bestand am 29. April 1884 als Schülerin des Roquetteschen privaten Lehrerinnenseminars vor der Prüfungskommission das Examen als Lehrerin an Mittleren und höheren Töchterschule. Sie wurde aktives Mitglied im Frauenverein von St. Jürgen. Als Mitglied des Vorstandes wurde sie als eines der vier auf drei Jahre gewählten Vorstandsmitglieder auf der ordentlichen Versammlung des St. Jürgen Frauenvereins am 9. Mai 1902 wiedergewählt. Ebenfalls war sie zeitweise Vorstandsmitglied der 5. Kleinkinder-Schule.
Als er starb hatte er schon zwei seiner Söhne, sie waren im Krieg gefallen, überlebt. Neben seiner Frau hinterließ er Elisabeth Reimpell in Kiel, seinen in Berlin mit seiner Frau lebenden Sohn Jürgen, seine zweite Tochter Klara Reimpell sowie drei Enkel.